# Gert Engels
Gert Engels (26 de abril de 1957) es un exfutbolista alemán que se desempeñaba como centrocampista y entrenador.
Dirigió en equipos como el Yokohama Flügels, JEF United Ichihara, Kyoto Purple Sanga y Urawa Reds. Además entrenó a Selección de fútbol de Mozambique (2011–2013).

## Clubes

### Como futbolista
| Club                     | País     | Año         |
| ------------------------ | -------- | ----------- |
| SG Düren 99              | Alemania | 1974 - 1975 |
| Borussia Mönchengladbach | Alemania | 1975 - 1978 |
| SV Baesweiler 09         | Alemania | 1978 - 1980 |
| SG Düren 99              | Alemania | 1980 - 1990 |

### Como entrenador
| Club                              | País       | Año         |
| --------------------------------- | ---------- | ----------- |
| Yokohama Flügels                  | Japón      | 1998        |
| JEF United Ichihara               | Japón      | 1999        |
| Kyoto Purple Sanga                | Japón      | 2000 - 2003 |
| Urawa Reds                        | Japón      | 2008        |
| Selección de fútbol de Mozambique | Mozambique | 2011 - 2013 |